# City of Darwin

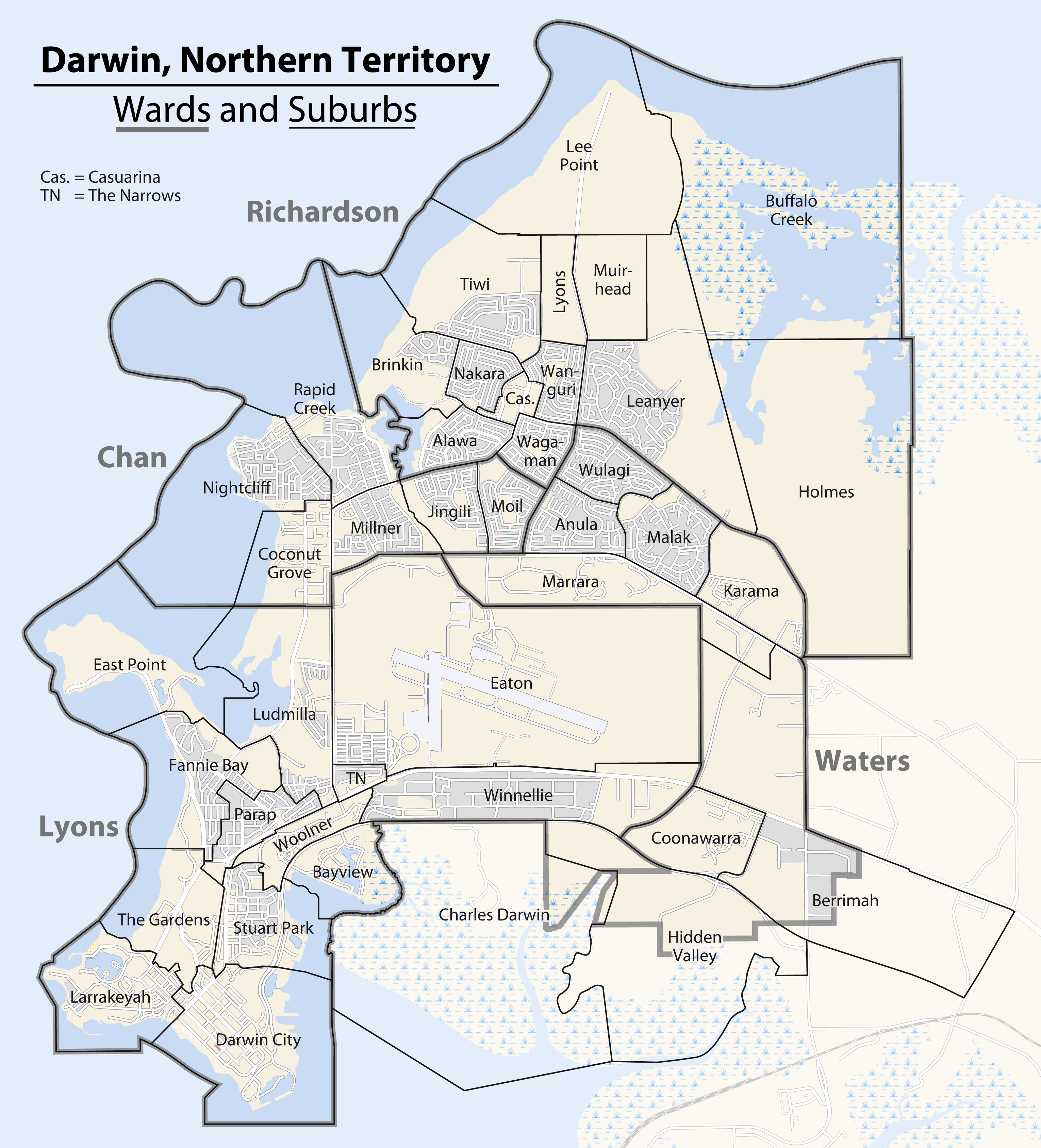
Podział administracyjny City of Darwin.

City of Darwin - samorząd terytorialny, wchodzący w skład aglomeracji Darwin oraz obejmujący tzw. Central Business District. Obszar zajmuje 112 km² i zamieszkuje go 73 754 osób (dane z 2008). Rada miasta Darwin od 1957 roku składa się z dwunastu członków oraz burmistrza. Obecnym burmistrzem jest Graeme Sawyer.  
Na terenie City of Darwin zlokalizowane jest: Międzynarodowy Port Lotniczy Darwin oraz cześć Parku Narodowego Charles Darwin. 
Ogólny podział City of Darwin:
- Chan Ward
- Lyons Ward
- Richardson Ward
- Waters Ward